# Kamani (Armenien)
Kamani war ein eisenzeitliches Königreich im heutigen Armenien. Es ist nur aus urartäischen Inschriften bekannt.
Es lag am südöstlichen Ufer des Sewansees zwischen Arquqini im Staatenbund von Uduri-Etiuni und Lueruni und vermutlich östlich von Tuliḫu.